# 黑斑雀鲷
黑斑雀鲷（学名：Pomacentrus perspicilliatus）为雀鲷科雀鲷属的鱼类，俗名奇雀鲷。分布于印度洋安达曼群岛至太平洋关岛以及南海诸岛海域等。